# Герения
Герения, также Герена, Герены (др.-греч. Γερηνία ή Γέρηνα, лат. Gerenia) — древний город в Мессении. Отождествляется с руинами эллинистической эпохи в крепости Зарната (Κάστρο Ζαρνάτας) между Камбосом и Ставропийоном на полуострове Мани. Занимал стратегическое положение, позволял вести наблюдение за побережьем и контролировал дороги во внутренние районы Мани. От этого города Нестор получил эпитет «Геренейский» (Γερήνιος), потому что здесь родился, воспитывался или был спрятан Нелеем во время, когда Геракл разорил Пилос и убил всех остальных сыновей Нелея.

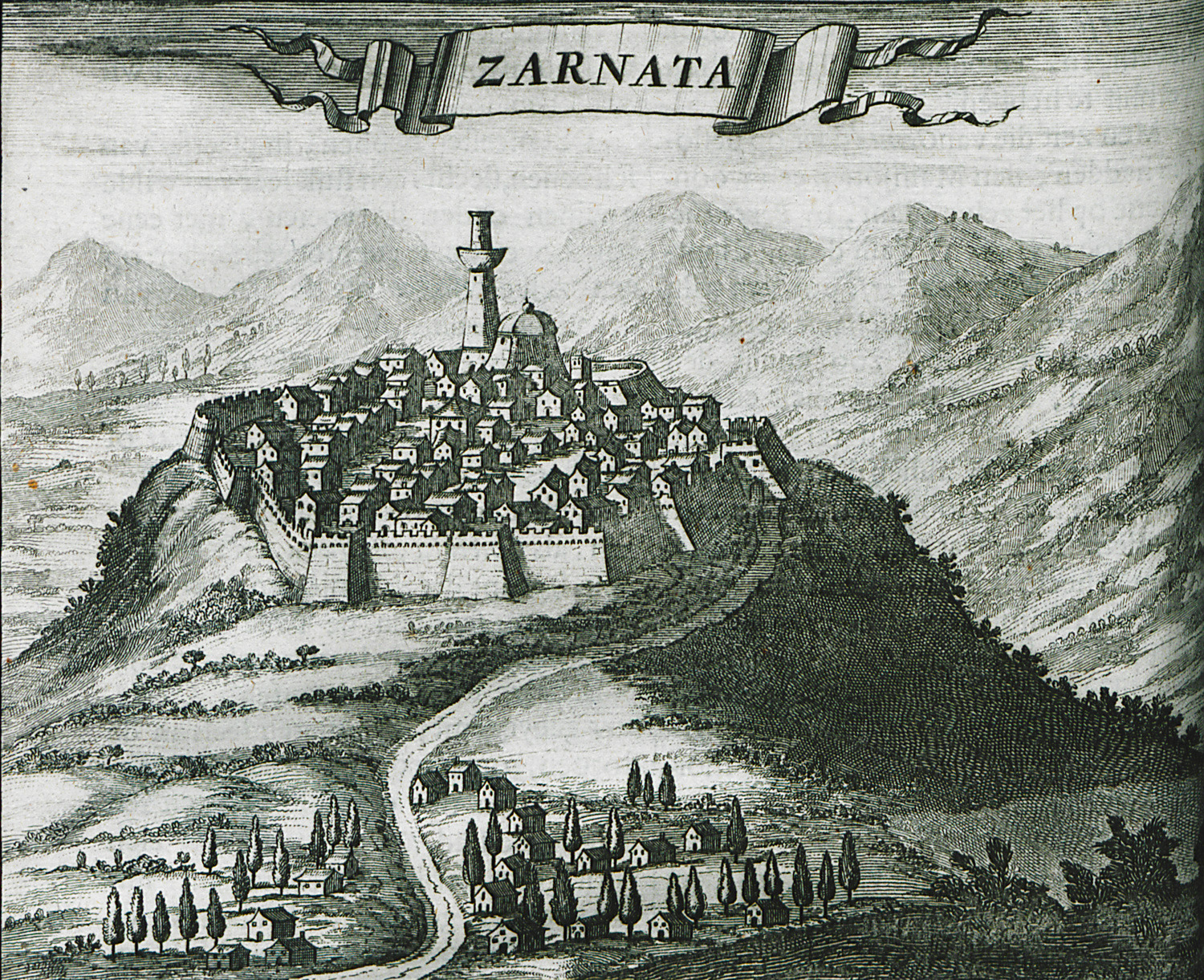
Крепость Зарната. Гравюра из книги Ольферта Даппера[англ.] 1688 года